# Épertully
Épertully est une commune française située dans le département de Saône-et-Loire, en région Bourgogne-Franche-Comté.

## Géographie

### Hydrographie
Par Épertully passe la ligne de partage des eaux qui traverse la Saône-et-Loire.

### Climat
Pour des articles plus généraux, voir Climat de la Bourgogne-Franche-Comté et Climat de Saône-et-Loire.
En 2010, le climat de la commune est de type climat océanique dégradé des plaines du Centre et du Nord, selon une étude du Centre national de la recherche scientifique s'appuyant sur une série de données couvrant la période 1971-2000. En 2020, Météo-France publie une typologie des climats de la France métropolitaine dans laquelle la commune est exposée à un climat océanique altéré et est dans la région climatique Bourgogne, vallée de la Saône, caractérisée par un bon ensoleillement (1 900 h/an), un été chaud (18,5 °C), un air sec au printemps et en été et des vents faibles.
Pour la période 1971-2000, la température annuelle moyenne est de 10,3 °C, avec une amplitude thermique annuelle de 17 °C. Le cumul annuel moyen de précipitations est de 813 mm, avec 12,3 jours de précipitations en janvier et 7,3 jours en juillet. Pour la période 1991-2020, la température moyenne annuelle observée sur la station météorologique de Météo-France la plus proche, « La Rochepot », sur la commune de La Rochepot à 6 km à vol d'oiseau, est de 10,6 °C et le cumul annuel moyen de précipitations est de 849,5 mm. 
La température maximale relevée sur cette station est de 39 °C, atteinte le 12 août 2003 ; la température minimale est de −21 °C, atteinte le 9 janvier 1985,,.
Les paramètres climatiques de la commune ont été estimés pour le milieu du siècle (2041-2070) selon différents scénarios d'émission de gaz à effet de serre à partir des nouvelles projections climatiques de référence DRIAS-2020. Ils sont consultables sur un site dédié publié par Météo-France en novembre 2022.

## Urbanisme

### Typologie
Au 1er janvier 2024, Épertully est catégorisée commune rurale à habitat dispersé, selon la nouvelle grille communale de densité à sept niveaux définie par l'Insee en 2022.
Elle est située hors unité urbaine et hors attraction des villes,.

### Occupation des sols
L'occupation des sols de la commune, telle qu'elle ressort de la base de données européenne d’occupation biophysique des sols Corine Land Cover (CLC), est marquée par l'importance des territoires agricoles (73,7 % en 2018), une proportion sensiblement équivalente à celle de 1990 (73,3 %). La répartition détaillée en 2018 est la suivante : prairies (52,2 %), forêts (26,3 %), terres arables (16,2 %), zones agricoles hétérogènes (5,3 %). L'évolution de l’occupation des sols de la commune et de ses infrastructures peut être observée sur les différentes représentations cartographiques du territoire : la carte de Cassini (XVIIIe siècle), la carte d'état-major (1820-1866) et les cartes ou photos aériennes de l'IGN pour la période actuelle (1950 à aujourd'hui).

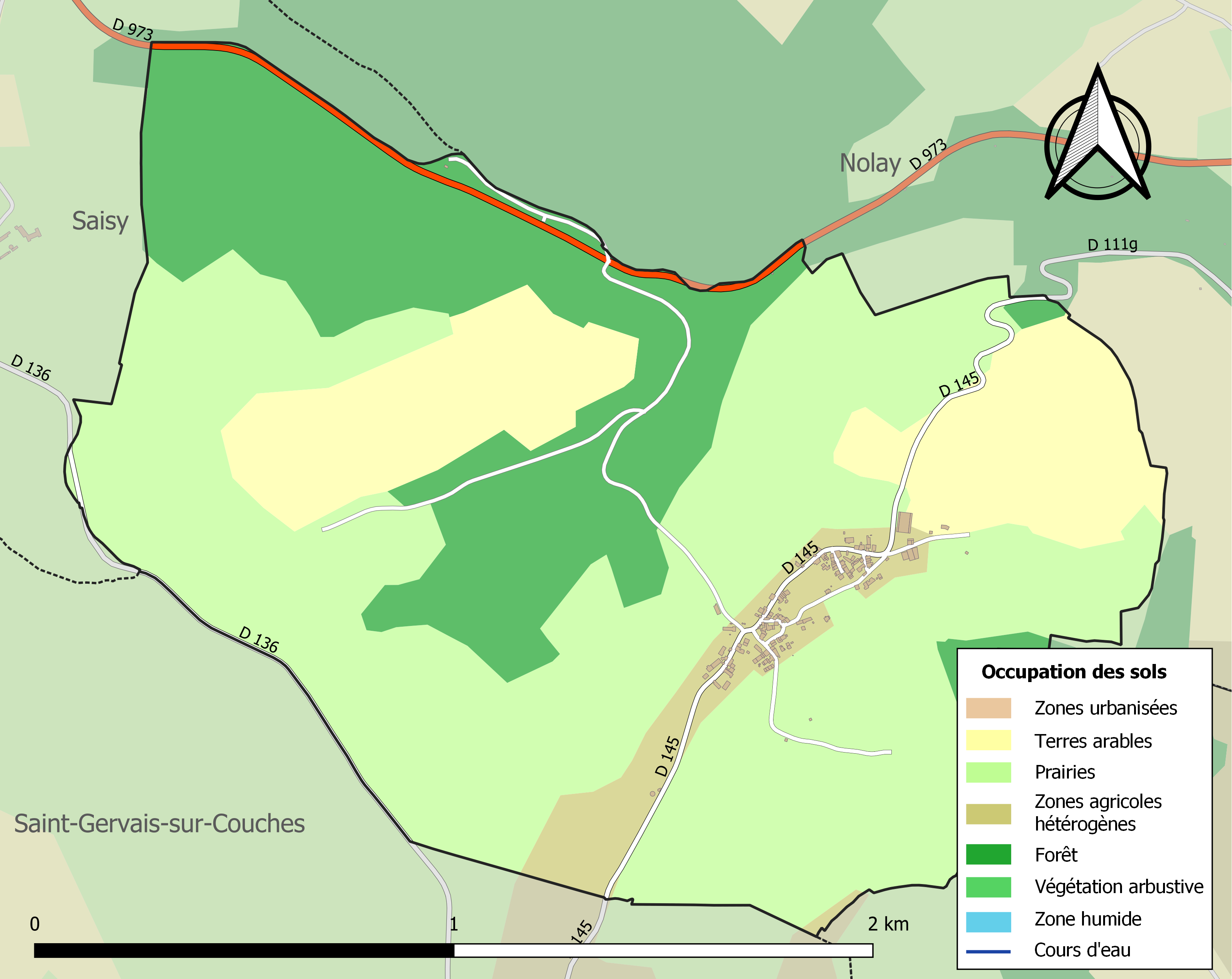
Carte des infrastructures et de l'occupation des sols de la commune en 2018 (CLC).

## Histoire
Le village était une dépendance des paroisses de Saint-Gervais-sur-Couches et de Nolay.
Le nom d’Épertully apparaît pour la première fois en 1475, joint à celui de Créot, appartenant à la paroisse de Nolay.
1805 : Épertully est l'une des premières communes de Saône-et-Loire à être cadastrée, conformément aux dispositions de l’arrêté du 12 brumaire an XI établissant le premier système de cadastre dit « par masse de culture » (il s'agissait d’établir la nature des cultures présentes sur le territoire des communes sans introduire toutefois de découpage entre les parcelles, l’administration se chargeant de faire coïncider les déclarations des propriétaires et les superficies concernées).
Le 1er janvier 2014, elle rejoint la communauté de communes du Grand Autunois Morvan.

## Politique et administration
| Période                                  | Période   | Identité      | Étiquette | Qualité     |
| ---------------------------------------- | --------- | ------------- | --------- | ----------- |
| mars 1983                                | mars 2011 | Michel Moreau | PCF       | Viticulteur |
| mars 2011                                | en cours  | Hervé Bouard  | DVG       |             |
| Les données manquantes sont à compléter. |           |               |           |             |

## Démographie
L'évolution du nombre d'habitants est connue à travers les recensements de la population effectués dans la commune depuis 1793. Pour les communes de moins de 10 000 habitants, une enquête de recensement portant sur toute la population est réalisée tous les cinq ans, les populations de référence des années intermédiaires étant quant à elles estimées par interpolation ou extrapolation. Pour la commune, le premier recensement exhaustif entrant dans le cadre du nouveau dispositif a été réalisé en 2007.

En 2022, la commune comptait 64 habitants, en évolution de +3,23 % par rapport à 2016 (Saône-et-Loire : −1,06 %, France hors Mayotte : +2,11 %).
| 1793 | 1800 | 1806 | 1821 | 1831 | 1836 | 1841 | 1846 | 1851 |
| ---- | ---- | ---- | ---- | ---- | ---- | ---- | ---- | ---- |
| 179  | 146  | 227  | 227  | 233  | 231  | 213  | 241  | 256  |

| 1856 | 1861 | 1866 | 1872 | 1876 | 1881 | 1886 | 1891 | 1896 |
| ---- | ---- | ---- | ---- | ---- | ---- | ---- | ---- | ---- |
| 236  | 214  | 245  | 265  | 270  | 284  | 266  | 283  | 271  |

| 1901 | 1906 | 1911 | 1921 | 1926 | 1931 | 1936 | 1946 | 1954 |
| ---- | ---- | ---- | ---- | ---- | ---- | ---- | ---- | ---- |
| 271  | 226  | 209  | 178  | 159  | 136  | 146  | 129  | 97   |

| 1962 | 1968 | 1975 | 1982 | 1990 | 1999 | 2006 | 2007 | 2012 |
| ---- | ---- | ---- | ---- | ---- | ---- | ---- | ---- | ---- |
| 81   | 78   | 53   | 39   | 44   | 60   | 57   | 57   | 61   |

| 2017 | 2022 | - | - | - | - | - | - | - |
| ---- | ---- | - | - | - | - | - | - | - |
| 61   | 64   | - | - | - | - | - | - | - |

## Cultes
Épertully fait partie de la paroisse Notre-Dame-de-la-Drée qui compte 14 communes, dont le centre est Épinac, soit environ 7 800 habitants.

## Culture locale et patrimoine

### Lieux et monuments
- La chapelle Saint-Marc d'Épertully, seul édifice religieux de la commune, qui présente la particularité de se situer au centre du cimetière et sert d'église pour la commune. Sa base est romane mais elle a subi plusieurs modifications au cours des siècles et présente actuellement un aspect général fin XVe ou début XVIe siècle, avec un clocheton de façade typiquement du XIXe siècle (couvert d’ardoise, flèche et mandelet, il a été édifié en 1848, sachant que la cloche était placée à l'origine sur la pointe du pignon médiéval soutenue par deux pierres de taille de 90 cm de hauteur environ). La cloche actuelle date de 1849[17].
- La mairie-école, édifice dont la construction s'est achevée en 1886.
- Puits anciens dont l'un est encastré dans le mur d’une maison ancienne, dit « puits Carnot ».
- Lavoir couvert au niveau de la Fontaine des Bas situé en bas du village (un autre lavoir est situé à droite sur le chemin qui mène à la croix Carnot).
- Ancienne maison bourgeoise de 1609, pourvue en façade d'une lucarne à ailerons et fronton courbe dans lequel est gravée la date de 1609. La demeure est flanquée d'une tour d'angle saillante avec, au rez-de-chaussée, une porte Renaissance toscane, en anse de panier, sous cadre triangulaire.
- La croix Carnot, remarquable par son socle imposant et son fût, de style gothique (XVIe siècle), surmonté d'une croix en fer forgé (1648).

### Personnalités liées à la commune
Épertully est le berceau de la famille Carnot (présente dans le village depuis le XVe siècle au moins, dont deux humbles édifices conservent de nos jours le souvenir : le puits Carnot et la croix Carnot.

## Pour approfondir